# 恩格瓦尼五世
恩格瓦尼五世（1876年2月17日—1899年12月10日）是斯威士兰君主，在位时间为1895年至1899年12月10日。

## 生平
他是德拉米尼四世穆班增尼之子。在其母亲拉博齐贝妮·姆德卢莉短暂担任摄政后，他登上王位，年仅十六岁。都城位于Zombodze，而其母亲居于洛班巴。恩格瓦尼即位于1894年斯威士兰公约签署之后。该条约由川斯瓦总统保罗·克留格尔牵头通过，将斯威士兰变为川斯瓦共和國保护国。在此期间，斯威士兰的部分领域由斯威士兰与荷兰人共同管理。前者筹谋欧洲人的利益，而后者主管史瓦濟人。恩格瓦尼每年都可以获得特许经营和税收的款项。1899年，盎格鲁-布尔战争爆发，结束了荷兰及布尔对斯威士兰的部分管理，为其独立开辟了道路。但是恩格瓦尼五世于12月10日突然离世，直到葬礼结束该消息一直受到封锁。其四个月大的儿子索布扎二世在襁褓中即位。其母亲拉博齐贝妮·姆德卢莉因具有极强的影响力而继续摄政，直至1921年索布扎加冕。